# Тишкі-Бреґенди
Тишкі-Бреґенди (пол. Tyszki-Bregendy) — село в Польщі, у гміні Шидлово Млавського повіту Мазовецького воєводства.
Населення — 54 особи (2011).
У 1975-1998 роках село належало до Цехановського воєводства.

## Демографія
Демографічна структура станом на 31 березня 2011 року:
|          | Загалом | Допрацездатний вік | Працездатний вік | Постпрацездатний вік |
| -------- | ------- | ------------------ | ---------------- | -------------------- |
| Чоловіки | 29      | 5                  | 20               | 4                    |
| Жінки    | 25      | 6                  | 16               | 3                    |
| Разом    | 54      | 11                 | 36               | 7                    |